# Ліповець (Томашівський повіт)
Ліповець (пол. Lipowiec) — село в Польщі, у гміні Тишівці Томашівського повіту Люблінського воєводства.
Населення — 50 осіб (2011).
У 1975-1998 роках село належало до Замойського воєводства.

## Демографія
Демографічна структура станом на 31 березня 2011 року:
|          | Загалом | Допрацездатний вік | Працездатний вік | Постпрацездатний вік |
| -------- | ------- | ------------------ | ---------------- | -------------------- |
| Чоловіки | 24      | 3                  | 15               | 6                    |
| Жінки    | 26      | 3                  | 14               | 9                    |
| Разом    | 50      | 6                  | 29               | 15                   |